# Neem me mee (film)
Neem me mee is een Nederlandse komedische dramafilm uit 2023 geregisseerd door Will Koopman. De film ging op 11 december 2023 in première.

## Verhaal
De film volgt een groep zeventigplussers die gezamenlijk op een busreis naar Zuid-Frankrijk gaan, terwijl ze elkaar onderling niet kennen. Reisleider Thijs heeft de organisatie ervan echter zwaar onderschat. Eenmaal onderweg ontstaan er vriendschappen tijdens de vakantie, zo worden er geheimen met elkaar gedeeld en stappen ze steeds meer uit hun comfort zone.

## Rolverdeling
| acteur              | personage |
| ------------------- | --------- |
| Jeroen Krabbé       | Joep      |
| Renée Soutendijk    | Nienke    |
| Kees Hulst          | Anton     |
| Olga Zuiderhoek     | Mabel     |
| Geert de Jong       | Susanne   |
| Helen Kamperveen    | Florri    |
| Minne Koole         | Thijs     |
| Gene Bervoets       | Kees      |
| Ella-June Henrard   | Saar      |
| Michiel Blankwaardt | Greg      |
| Eva Laurenssen      | Trins     |
| Elenora Schrickx    | Anjali    |
| Kristen Denkers     | Keet      |
| Roxane Michelet     | Susette   |
| David Beaulieu      | Laurent   |
| Femke Lakerveld     | Lieneke   |
| Tom Neal            | Paul      |

## Achtergrond
De film werd geregisseerd door Will Koopman en geproduceerd door Sabine Brian, Dennis Cornelisse, Marcel de Block en Alex Doff. Het scenario van de film werd geschreven door Frank Houtappels naar een idee van Anthony Van Biervliet. André van Duin zong de titelsong voor de film in. Hoofdrollen in de film waren weggelegd voor onder anderen Jeroen Krabbé, Renée Soutendijk, Kees Hulst en Minne Koole.
Neem me mee ging op 11 december 2023 bij Koninklijk Theater Tuschinski in Amsterdam in première voor pers en genodigden. Tien dagen later, op 21 december 2023, ging de film landelijk de bioscopen in voor het grote publiek. Op 12 februari 2024, een kleine maand nadat de film in de bioscoop werd gebracht, werd de film bekroond met een Gouden Film voor het behalen van 100.000 bezoekers. Op 4 juli 2024 maakte de film zijn debuut op streamingdienst Netflix.